# 上遠野浩平
上遠野 浩平（かどの こうへい、1968年〈昭和43年〉12月12日 -）は、日本の小説家。千葉県出身、神奈川県育ち。

## 来歴
1968年千葉県生まれ、神奈川県育ち。神奈川県立野庭高等学校、法政大学第二経済学部商業学科卒業。大学卒業後にビル整備会社へ勤めたものの、すぐに退社。作家としてデビューする以前には、日本ファンタジーノベル大賞、コバルト・ノベル大賞などの公募新人賞へ投稿を続けると同時にモデラーとしての活動も行っていた。落語家の古今亭ぎん志は従兄弟にあたる。
1991年、「朱金色の死神」で第3回ファンタジア長編小説大賞で最終候補作に選ばれず落選。1996年に「スーパーマジック・ハイパーマシン」が第1回ソノラマ文庫大賞最終候補作となる。1997年、『ブギーポップは笑わない』で第4回電撃ゲーム小説大賞を受賞し、同作で1998年にデビューした。同作は発売から数年間、電撃文庫で最高の発行部数を誇る作品となり、アニメ化・実写映画化などもされ、西尾維新や奈須きのこが「上遠野浩平の作品に影響された」と語っているほか、佐藤友哉も影響を受けた事を明かしている など、後進の作家たちに大きな影響を与えている。
デビュー後しばらくは電撃文庫でライトノベルを執筆し、90年代後半に始まったライトノベルブームの礎を築いた重要人物の一人であるとされる。その後、講談社や徳間書店、祥伝社、富士見書房など多くの出版社やレーベルでも作品を発表するようになり、ライトノベル以外でも活躍を見せている。2019年からは、バンダイのデジタルカードゲーム『ゼノンザード』で原案と世界観設定を担当。

## 作風
作風としては「ブギーポップシリーズ」を中心に、SF作品としての傾向が強く、「戦地調停士シリーズ」や「ソウルドロップシリーズ」のように、ファンタジーやSFとミステリの融合を試みたものも多く見られる。本格ミステリに近い推理小説としては『しずるさんシリーズ』などが挙げられる。また、青春を感じさせる若者の心理的要因や社会や組織に有って生きる人間など、場所も時系列も違う複数の登場人物をそれぞれの視点で進行していく、独特の描き方をする。
全作品に共通する登場人物の性格付けとして、国内メディア作品の青少年キャラクターには多い「若さ故の無鉄砲さ」や「若さの象徴としての、実態のない体制への理由無き反骨心や反逆心」（上遠野自身曰く「身の程知らず」な人間）を書く事がないのも特徴で、多くの登場人物は体制の仕組みの中に取り込まれている事を皆理解しながら、そのまま諦観しているか、それでも大切な何かを持っているかを描いている。
全ての作品とシリーズが世界観を共有をしている。しかし、巻単位では完結させて、どのシリーズのどの巻からでも読む事が出来るスタイルを取っている。そのため、深く読み込むことで、他作品間との登場人物や出来事、影響力などの裏側での繋がりを読み解くことが可能である。
難解な設定を使用することもあるが、文体は平易な言葉を使用し、世代を問わず読みやすい小説が多い。

## 人物
本人は漫画家の荒木飛呂彦に影響を受け、インタビューでも荒木について受けた影響を語っている。代表作「ブギーポップシリーズ」では荒木と同様に、作中に登場する固有名詞等が海外のミュージシャンや曲名を元にしているが、洋楽を聴き始めたのは『ジョジョの奇妙な冒険』の影響と述べている。好むジャンルはパンクをはじめ、ファンク、ニュー・ウェイヴ、ヒップ・ホップなど。また鑑賞が主で、楽器に苦手意識があるため自身で演奏に興味を持つ事はなかったと述べている。
小説ではアーサー・C・クラークやロバート・A・ハインライン、アントン・チェーホフ、フィリップ・K・ディック、太宰治、筒井康隆、山田正紀、島田荘司などの有名作家の作品を始め、特にSF作品は勉強の為に数多く読み込んだ事を語っている。また、先述した視点ずらしの技法は氷室冴子が得意としていたものであった旨を話している。
出版社やレーベルを問わず、独特なあとがきを書く。これは上遠野がデビュー作において、あとがきを執筆する際に、当時の風潮としてライトノベルのデビュー作では、関係者に対する礼に終始したあとがき（私信）が多かった事に「小説家としては何か違うな」と疑念を抱いたため、と答えている。あとがきの内容としては、本編に関連したテーマに沿った自身の考えを述べ、最後にそのテーマについて自問自答した後、（まあいいじゃん）と締めくくることが多い。
雑誌『アニメージュオリジナル』（徳間書店）では編集者との対談形式による、アニメ作品批評と解説の連載を持っており、古典の名作から新規のヒット作まで幅広く作品を語る。自身の作風と同様、必ず作品をまず広く肯定した上で独自の解釈や視点から分析を行い、語るスタンスをとっている。

## 作品リスト

### ブギーポップシリーズ
既刊26巻、イラスト：緒方剛志

### 戦地調停士シリーズ
既刊6巻、イラスト：金子一馬（講談社ノベルス 1 - 4作目）、やまさきもへじ（講談社ノベルス 5作目）、獅子猿（講談社ノベルス 6作目）
- 殺竜事件 a case of dragonslayer（2000年6月 講談社ノベルス ISBN 4-06-182135-0 / 2018年4月 講談社タイガ ISBN 978-4-06-294115-0）
- 紫骸城事件 inside the apocalypse castle（2001年6月 講談社ノベルス ISBN 4-06-182184-9 / 2018年9月 講談社タイガ ISBN 978-4-06-512890-9）
- 海賊島事件 the man in pirate's island（2002年12月 講談社ノベルス ISBN 4-06-182282-9 / 2018年12月 講談社タイガ ISBN 978-4-06-513963-9）
- 禁涙境事件 some tragedies of no-tear land（2005年1月 講談社ノベルス ISBN 4-06-182404-X）
- 残酷号事件 the cruel tale of ZANKOKU-GO（2009年3月 講談社ノベルス ISBN 978-4-06-182636-6）
- 無傷姫事件 injustice of innocent princess（2016年1月 講談社ノベルス ISBN 978-4-06-299064-6）

### ナイトウォッチシリーズ
全3巻+外伝1編、イラスト：中澤一登（徳間デュアル文庫）、イラスト：serori（星海社文庫）
- ぼくらは虚空に夜を視る（2000年8月 徳間デュアル文庫 ISBN 4-19-905002-7 / 2012年8月 星海社文庫 ISBN 978-4-06-138936-6）
- わたしは虚夢を月に聴く（2001年8月 徳間デュアル文庫 ISBN 4-19-905067-1 / 2012年11月 星海社文庫 ISBN 978-4-06-138940-3）
- あなたは虚人と星に舞う（2002年9月 徳間デュアル文庫 ISBN 4-19-905119-8 / 2013年1月 星海社文庫 ISBN 978-4-06-138942-7）
- 鉄仮面をめぐる論議（短篇作品、以下のアンソロジーに収録）
  - （『ノベル21 少年の時間』所収。2001年1月、ISBN 4-19-905034-5）
  - （創元SF文庫刊、『ぼくの、マシン ゼロ年代日本SFベスト集成＜S＞』所収。2010年10月、ISBN 4-48-873801-X）

### ビートのディシプリン
『電撃hp』連載/2000年 - 2005年、全4巻、イラスト：緒方剛志

### しずるさんシリーズ
既刊4巻＋外伝1巻、イラスト：椋本夏夜（富士見ミステリー文庫）、国道12号（星海社文庫）

### ソウルドロップシリーズ
既刊7巻、イラスト：斎藤岬

### ヴァルプルギスの後悔
『電撃hp』連載/2005年 - 2007年/『電撃文庫MAGAZINE』連載/2007年 - 2011年、全4巻、イラスト：緒方剛志
- ヴァルプルギスの後悔 Fire 1 [Warning Witch]（2008年8月 電撃文庫 ISBN 978-4-04-867171-2）
- ヴァルプルギスの後悔 Fire 2 [Spitting Witch]（2009年8月 電撃文庫 ISBN 978-4-04-867938-1）
- ヴァルプルギスの後悔 Fire 3 [Dozing Witch]（2010年8月 電撃文庫 ISBN 978-4-04-868767-6）
- ヴァルプルギスの後悔 Fire 4 [freezing witch]（2011年12月 電撃文庫 ISBN 978-4-04-886187-8）

### 螺旋のエンペロイダー
『電撃文庫MAGAZINE』連載/2011年 - 2016年、全4巻、イラスト：巖本英利
- 螺旋のエンペロイダー Spin1.（2013年4月10日発売 電撃文庫 ISBN 978-4-04-891414-7）
- 螺旋のエンペロイダー Spin2.（2014年6月10日発売 電撃文庫 ISBN 978-4-04-866638-1）
- 螺旋のエンペロイダー Spin3.（2015年12月10日発売 電撃文庫 ISBN 978-4-04-865590-3）
- 螺旋のエンペロイダー Spin4.（2017年1月10日発売 電撃文庫 ISBN 978-4-04-892602-7）

### 製造人間シリーズ
既刊2巻、イラスト：サマミヤアカザ
- 製造人間は頭が固い（2017年6月 ハヤカワ文庫JA ISBN 978-4-15-031279-4）
  - 製造人間は頭が固い "The Institutional Man"（『S-Fマガジン』2015年2月号掲載）
  - 無能人間は涙を見せない "The Incompetent Boy"（『S-Fマガジン』2015年10月号掲載）
  - 双極人間は同情を嫌う "The Injured Girls"（『S-Fマガジン』2016年6月号掲載）
  - 最強人間は機嫌が悪い "The Invincible Man"（『S-Fマガジン』2016年12月号掲載）
  - 交換人間は平静を欠く〈前篇〉 "The Interchangeable Man"（『S-Fマガジン』2017年2月号掲載）
  - 製造人間は主張しない "The Industrial Man"（「交換人間は平静を欠く〈後篇〉」）（『S-Fマガジン』2017年4月号掲載）
  - 奇蹟人間は気が滅入る The Incomparable Lady（書き下ろし）
- 憎悪人間は怒らない（2020年8月 ハヤカワ文庫JA ISBN 978-4-15-031445-3）
  - 憎悪人間は怒らない "The Hatemonger"（『S-Fマガジン』2018年4月号掲載）
  - 悪魔人間は悼まない VS Imaginator Part VI "The Satanic Majesty"（『S-Fマガジン』2018年8月号掲載）
  - 変身人間は裏切らない "The Transformer"（『S-Fマガジン』2019年8月号掲載）
  - 相殺人間は計算しない "The No Blues Man"（『S-Fマガジン』2019年12月号掲載）
  - 緊急人間は焦らない "The Emergency Man"（『S-Fマガジン』2020年4月号掲載）
  - 憎悪人間は逆らわない "The Rageless Man"（『S-Fマガジン』2020年6月号掲載）
  - 憎悪人間は肯定しない No-Man Like Yes-Man（書き下ろし）

### 単発作品
- 冥王と獣のダンス（2000年8月 電撃文庫 ISBN 4-8402-1597-9） - イラスト：緒方剛志
- 機械仕掛けの蛇奇使い（2004年4月 電撃文庫 ISBN 4-8402-2639-3） - イラスト：緒方剛志
- 酸素は鏡に映らない No Oxygen, Not To Be Mirrored（2007年3月 ミステリーランド ISBN 978-4-06-270582-0 / 2011年5月 講談社ノベルス ISBN 978-4-06-182767-7） - イラスト：toi8
- 私と悪魔の100の問答 Questions & Answers of Me & Devil in 100（2010年10月 講談社 ISBN 978-4-06-216548-8 / 2013年10月 講談社ノベルス ISBN 978-4-06-182892-6） - イラスト：ウエダハジメ
- 戦車のような彼女たち Like Toy Soldiers（2012年7月 講談社 ISBN 978-4-06-217793-1） - イラスト：ウエダハジメ
- 彼方に竜がいるならば（2016年2月 講談社ノベルス ISBN 978-4-06-299065-3） - イラスト：獅子猿 ※ブギーポップシリーズと戦地調停士シリーズのクロスオーバー
  - ドラゴンフライの空 “Dragonfly in the Sky with Gold”（『メフィスト』2000年5月号掲載）
  - ギニョールアイの城 “Eyes of Guignol, or Outside the Castle”（『メフィスト』2001年1月号掲載）
  - ジャックポットの匙 “A Spoon of Jackpot”（『メフィスト』2003年5月号掲載）
  - アウトランドスの戀 “Outlandos d'amour”（『ファウスト』Vol.5掲載）
  - ヴェイルドマンの貌 “Masque of Veiled Man”（『メフィスト』2007年5月号掲載）
  - ドラゴンティスの雪 “Snows in Dragon's Teeth”（『メフィスト』2013 VOL.3掲載）
  - パイプドリームの影 “The Shadow of Pipe Dream”（書き下ろし）
- パンゲアの零兆遊戯（2016年11月 祥伝社 ISBN 978-4-396-63512-1） - イラスト：ミキワカコ

### ノベライズ作品
いずれも荒木飛呂彦原作の『ジョジョの奇妙な冒険』のノベライズドスピンオフ。
- 恥知らずのパープルヘイズ -ジョジョの奇妙な冒険より-（2011年9月 集英社 ISBN 978-4-08-780616-8 / 2014年3月 JUMP j BOOKS ISBN 978-4-08-703310-6 / 2017年6月 集英社文庫 ISBN 978-4-08-745598-4）
  - JUMP j BOOKS・集英社文庫版には短編「トリッシュ、花を手向ける」を追加収録
- クレイジーDの悪霊的失恋-ジョジョの奇妙な冒険より-（2023年6月 集英社 ISBN 978-4-08-790118-4）

### アンソロジー収録
「」内が上遠野浩平の作品
- NOVEL21 少年の時間 text.BLUE（2001年1月 徳間デュアル文庫）「鉄仮面をめぐる論議」
- ぼくの、マシン ゼロ年代日本SFベスト集成〈S〉（2010年10月 創元SF文庫）「鉄仮面をめぐる論議」
- アステロイド・ツリーの彼方へ 年刊日本SF傑作選（2016年6月 創元SF文庫）「製造人間は頭が固い」
- STORY MARKET 恋愛小説編（2021年3月 集英社文庫）「しずるさんとうろこ雲」
- 非接触の恋愛事情（2021年12月 集英社文庫）「しずるさんと見えない妖怪」

### 漫画原作
- ジョジョの奇妙な冒険 クレイジー・Dの悪霊的失恋（漫画：カラスマタスク、Original Concept：荒木飛呂彦）
  - 『ジョジョの奇妙な冒険』のスピンオフ。『ウルトラジャンプ』2022年1月号から2023年6月号まで連載（全3巻）。

### 単行本未収録
- ブギーポップシリーズの外伝短編
  - メタル・グゥルー（『電撃hp』3号掲載）
  - ロンドン・コーリング（『電撃hp』4号掲載）
  - 死神を待ちながら（『電撃hp』5号掲載）
  - チャリオット・チューグル（『電撃hp』6号掲載）
  - ブギートーク・ポップライフ（CD『ニュルンベルクのマイスタージンガー第1幕への前奏曲ブギーポップ・ヴァージョン』掲載）
  - 天使篇（『電撃ヴんこ』掲載）
  - イラストノベル「Girl's Life 彼女の生活」（『電撃hpSPECIAL』2002秋 掲載）
  - ブギーポップ もし宮下藤花が『炎の魔女』だったら（『電撃AprilFool』掲載）
  - ブギーポップは終わらない!?（『電撃h&p』掲載）
  - 希望について――代筆、魔術師。（『電撃スマイル文庫』掲載）
  - 彼女たちが誰かを殺さないですむ二十の視点（『電撃文庫20 de 20!!』掲載）
  - 不気味な泡VS炎の魔女 ～あるいは、VSイマジネーター人情紙風船編～（『電撃VS』掲載）
  - 濡れた彼女が思うこと "She Says All Right"（『電撃すぷらっしゅ！』掲載）
- 機械仕掛けの蛇奇使い のアナザーストーリー
  - 虚無を心に蛇と唱えよ（『電撃hpSPECIAL』2002秋 掲載）
- 冥王と獣のダンス の外伝短編
  - 枢機王狙撃（『電撃hp』8号掲載）
- 螺旋のエンペロイダーの外伝短編
  - 室井梢×風洞楓×御堂璃央 "Girls In The Emperoider"（『電撃すぷらっしゅ！』掲載）
- しずるさんシリーズ
  - しずるさんとうろこ雲（JUMP j BOOKS公式サイト掲載 [10]）
  - しずるさんと見えない妖怪 〜あるいは、恐怖と脅威について〜（JUMP j BOOKS公式note掲載[11]）
- 製造人間シリーズ
  - 悲観人間は心配しない "The Pessimistic Man"（『S-Fマガジン』2021年6月号掲載）
  - 従属人間は容認しない "The Subordinated Man" （『S-Fマガジン』2021年10月号掲載）
  - 聖痕人間は自覚しない "Careful With The Stigmata, Eugene" （『S-Fマガジン』2022年2月号掲載）
  - 凡庸人間は安心しない "The Unstable Mediocrity" （『S-Fマガジン』2022年4月号掲載）
  - 製造人間は省みない "The Heedless Fate" （『S-Fマガジン』2022年8月号掲載）
  - 無能人間は明日を待つ "The Institutional Mankind For Future" （『S-Fマガジン』2022年10月号掲載）
- ノベライズ作品
  - マーズの方程式（『コミックファウスト』掲載） - 横山光輝原作のSF漫画『マーズ』のノベライズ作品。

## 作品間リンク
先述したように、上遠野作品の各シリーズは『ブギーポップシリーズ』を中心にそれぞれ何らかの繋がりを持っており、シリーズ間ないし世界間に重複して登場する（もしくは作中で直接的・間接的に言及される）人物・事象等が複数存在しているシェアード・ワールドを構築している。東浩紀はこの世界観を「上遠野サーガ」と評した。
短編作品も含めると莫大な作品数がリンクしているが、以下では書籍が単行本化されているものを中心に解説する。
- 『ビートのディシプリンシリーズ』、『ヴァルプルギスの後悔シリーズ』はそれぞれ『ブギーポップシリーズ』に登場する合成人間ピート・ビート（本編では名前のみ）や炎の魔女、霧間凪に焦点を当てたスピン・オフ的作品 。『ブギーポップシリーズ』に登場する数々の謎、核心に迫る物語。
- 『ヴァルプルギスの後悔』は上述二作の他にも『ペイパーカットシリーズ』『冥王と獣のダンス』『ナイトウォッチ三部作』『酸素は鏡に映らない』との関連性が書かれている。
- 『ナイトウォッチ三部作』は『ブギーポップシリーズ』の遥か未来の世界の地球圏外の物語。
- 『しずるさんシリーズ』、『ペイパーカットシリーズ』、『酸素は鏡に映らない』は、『ブギーポップシリーズ』と同世界・同時代の物語。
- 『騎士は恋情の血を流す』は『しずるさんシリーズ』と『ブギーポップシリーズ』のクロスオーバー作品。
- 『冥王と獣のダンス』、『機械仕掛けの蛇奇使い』は『ナイトウォッチ三部作』と同時代、あるいはその後の時代の地球の物語。
- 『戦地調停士シリーズ』は『ブギーポップシリーズ』の世界とは平行世界の関係にあり、互いに影響を及ぼしている。
- 『冥王と獣のダンス』は『ブギーポップシリーズ』の未来の可能性のひとつ。
- 『機械仕掛けの蛇奇使い』はシミュレータ内で再現された、未来で『虚無を心に蛇と唱えよ』の世界に辿り着いていたかも知れない可能性世界のひとつ。
- 『私と悪魔の100の問答』では、統和機構の合成人間である久嵐舞惟（『すずめばちがサヨナラというとき』に登場）が主人公の葛羽紅葉を監視し、尋問のためにフォルテッシモが登場する。

## 関連文献
雑誌特集号
- 『活字倶楽部』05' 春号（雑草社）（巻頭大特集「上遠野浩平」を始めよう）
- 『ファウスト』vol.5（講談社Mook、2005年5月）（第一特集「上遠野浩平をめぐる冒険」）
- 『ユリイカ』2019年4月号（特集=上遠野浩平）

関連論文
- 小松史生子「『キノの旅』と『ブギーポップは笑わない』」 - 『闇のファンタジー』（ナイトメア叢書7、青弓社、2010年8月）
- 井上乃武「「物語」の誕生 上遠野浩平『ブギーポップ』シリーズにおける「幻想」の問題」 - 『ライトノベル・スタディーズ』(青弓社、2013年10月)
- 橋迫瑞穂「繭墨あざかはなぜゴシックロリータを着るのか 衣装で読み解くライトノベルのジェンダー」 - 『小説の生存戦略 ライトノベル・メディア・ジェンダー』大橋崇行・山中智省/編（青弓社、2020年4月）[12]